# Марцевич, Денис Васильевич
Денис Васильевич Марцевич (род. 21 июля 1985, Москва) — российский кикбоксер и тхэквондист, многократный чемпион России, чемпион Европы и чемпион Мира по тхэквон-до (ИТФ, МФТ, ГТФ) и кикбоксингу (WAKO), Заслуженный мастер спорта (2014), тренер высшей категории.

## Спортивная карьера
Родился в городе Москве. В 7 лет пришёл в секцию тхэквондо и долгое время не показывал серьёзных результатов. Лишь в 1998 году впервые выиграл чемпионат Москвы. Отобрался в состав юношеской сборной России по тхэквондо ITF в 2002 году. В 2009 году под руководством заслуженного тренера России Сысцова Александра Владимировича выиграл чемпионат Европы по тхэквондо. В этот же год успешно выступил в другом виде единоборств — кикбоксинге (WAKO), став чемпионом Мира в разделе лайт-контакт в весовой категории до 84 кг. С 2014 года тренируется у заслуженных тренеров России Каташина Валерия Юрьевича и Каташина Сергея Юрьевича.
Несмотря на сложные взаимоотношения между федерациями тхэквондо, Денис Марцевич пробовал себя в разных версиях, доказывая, что спорт объединяет людей вокруг себя. Несколько лет успешно выступал в тхэквондо ITF, в 2013 году в составе сборной РФ выиграл чемпионат Мира в весовой категории +85 кг и стал финалистом чемпионата Мира по тхэквондо МФТ в весовой категории до 85 кг. А с 2018 года в ещё одной версии тхэквондо — ГТФ.
Окончил Московский институт физической культуры и спорта (МИФКиС) по специальности тренер-преподаватель по физической культуре. 13 лет работал учителем физической культуры в общеобразовательной школе. В данный момент является тренером Центра спорта и образования «САМБО-70» и Московской школы боевых искусств. Продолжая спортивную карьеру, собственным примером мотивирует своих учеников, делится опытом на мастер-классах и семинарах. С 2020 года является старшим тренером юношеской сборной г. Москвы по кикбоксингу. Среди воспитанников 3 мастера спорта международного класса, 7 мастеров спорта РФ, 2 победителя Первенства Мира и Европы по кикбоксингуи 2 победителя Первенства Европы по тхэквондо GTF. В 2023 году на Чемпионате Мира по тхэквондо GTF в городе Бишкек воспитанники Дениса Васильевича принесли в копилку сборной России 4 золота и 1 серебро, а в Первенстве Мира 6 золотых и 2 серебряных медали. В тренерской карьере Дениса Васильевича это лучший результат.

## Спортивные достижения
- Чемпион Европы по тхэквондо (ИТФ) личный спарринг 2009, 2012[8], 2013[9], 2015 и 2017 года
- Чемпион Европы по тхэквондо (ИТФ) командные дисциплины 2009, 2010, 2012—2016 года
- Чемпион Мира по кикбоксингу (WAKO) лайт-контакт (до 84 кг) 2009 и 2015 года
- Чемпион Мира по тхэквондо (ИТФ) личный спарринг 2013
- Чемпион Мира по тхэквондо (ИТФ) командные дисциплины 2017 года, бронзовый призёр в личном спарринге
- Финалист чемпионата Мира по тхэквондо (МФТ) личный спарринг 2013 год[10]
- Чемпион Европы по тхэквондо (МФТ) командные дисциплины 2013
- Чемпион Мира по тхэквондо (ГТФ) 2018
- Чемпион Мира по тхэквондо (ГТФ) командные дисциплины 2018
- Чемпион Европы по тхэквондо (ГТФ) командные дисциплины 2019 и 2021
- Чемпион Европы по тхэквондо (ГТФ) личный спарринг 2019 и 2021
- Чемпион России среди профессионалов по кикбоксингу в разделе лайт-контакт в рамках IX President Cup, 2020[11]
- Победитель турнира по тхэквондо среди профессионалов PRO TAEKWONDO, 2013, 2014

## Спортивные звания
- Мастер спорта России по тхэквондо (ИТФ) № 64452 29.07.2005г
- Мастер спорта России по кикбоксингу № 76815 31.07.2007
- Мастер спорта международного класса по тхэквондо (ИТФ) № 012974 03.08.2010[12]
- Мастер спорта международного класса по кикбоксингу № 013259 12.10.2010[13]
- Заслуженный мастер спорта № 003572 15.07.2014[14]